# Säinaauk
Säinaauk ist ein See auf der größten estnischen Insel Saaremaa im Kreis Saare. 1,8 Kilometer vom 3,6 Hektar großen See entfernt liegt der Ort Ninase und 100 Meter entfernt die Ostsee. Der See liegt auf der Halbinsel Ninase poolsaar.